# Gökçekaynak, Doğubayazıt
Gökçekaynak là một xã thuộc huyện Doğubayazıt, tỉnh Ağrı, Thổ Nhĩ Kỳ. Dân số thời điểm năm 2011 là 71 người.